# Douglas XA-2
Le Douglas XA-2 était un prototype d'avion d'attaque au sol développé par la firme Douglas Aircraft Company au printemps 1926, élaboré à partir de la dernière version de l'avion d'observation Douglas O-2. Bien que ce prototype soit le premier avion spécialement construit pour l'attaque au sol, il reçut la désignation officielle XA-2, pour éviter toute confusion avec l'avion ambulance, Cox Klemin A-1. À noter qu'il existait aussi un A-2 avion ambulance, dérivé du Fokker T-2 (Type F-IV), mais il fut retiré du service actif avant l'entrée du Douglas A-2.

## Conception et développement
Bien que le XA-2 reprenait une grande partie de la structure du 0-2, quelques améliorations lui permirent de se glisser dans sa nouvelle fonction. Tout d'abord, le moteur refroidi par l'eau Liberty V-1650 de l'O-2 fut remplacé par un moteur Liberty V-1410 (à culasse inversée) refroidi par l'air. La raison de ce changement était que le système de refroidissement liquide s'avérait être trop vulnérable aux tirs ennemis. Dans ce sens, les capots supérieurs du moteur furent retirés pour améliorer le flux d'air permettant le refroidissement. 
Et dans un second lieu, le XA-2 possédait un armement largement plus imposant que le O-2, avec six mitrailleuses Browning de calibre .30 (7,62 mm) : 2 sur le capot moteur, 2 sur les ailes supérieures et 2 sur les ailes inférieures. De plus pour sa défense arrière rapprochée, deux Lewis Mark I jumelées de calibre .30 étaient actionnées par l'observateur.
Le Douglas XA-2 fut évalué en compétition avec le Curtiss XA-3, qui était lui aussi un dérivé d'un avion d'observation, ici le Curtiss O-1B. Le projet Douglas gagna dans un premier temps le contrat, mais l'US Army se rendit compte que le moteur Liberty manquait de puissance et que son approvisionnement était limité. 
Un nouvel appel d'offres fut lancé pour un modèle amélioré équipé par un moteur Packard 1A-1500 (en). Mais cette fois, c'est le projet Curtiss qui remporta l'offre, permettant ainsi au Curtiss A-3 Falcon de devenir l'avion d'attaque au sol de première ligne de l'US Army de 1928 à 1935.

### Caractéristiques du contrat
- Nombre Construit/Converti: 1 (converti)
- Serial : 25-380
- Désignation US Army : XP-472
- Contrat signé en mars 1926.

### Avions comparables
- Douglas O-2
- Curtiss A-3 Falcon